# Histaspes
Histaspes (en persa antiguo: 𐎻𐏁𐎫𐎠𐎿𐎱, romanizado: Vištâspa ; en griego antiguo: Ὑστάσπης, romanizado: Hustáspēs o Guštāsp en persa: گشتاسپ‎, romanizado: Guštāsp; (antes del 565 a. C.-495 a. C.) fue el padre del rey aqueménida Darío I. Histaspes es mencionado en varios textos aqueménidas y griegos.

## Contexto histórico
El año de nacimiento de Histaspes puede deducirse por el hecho que su hijo Darío nació aproximadamente el 550 a. C. Histaspes tendría al menos 15 años, por lo que se puede asumir que nació antes del 565 a. C. Según el historiador griego Heródoto, Histaspes tuvo otros tres hijos (Artabano, Artafernes y Artanes) y al menos tres hijas, las cuales se casaron con Ótanes, Gobrias y Teispes, nobles persas.

## Histaspes al servicio del rey Ciro
Heródoto nos dice que Histaspes estaba en el ejército aqueménida durante la última batalla librada por Ciro II, la cual se produjo en los últimos meses del 530 a. C. contra los masagetas. Tras la muerte de Ciro II en diciembre, le sucedió su hijo Cambises II, el cual debió nombrar a Histaspes sátrapa de Partia. Fue en esta calidad de sátrapa que Histaspes jugó un rol importante durante la guerra civil que se desencadenó en el 522 a. C., de la cual se conocen sus detalles por Heródoto y por la inscripción de Behistún.
En marzo del 522 a. C., un mago llamado Gaumata obtuvo el poder en el imperio persa haciéndose pasar por Esmerdis, el hermano del rey Cambises. Gaumata pudo hacerlo ya que el Esmerdis verdadero había sido secretamente asesinado por orden de su hermano. Inmediatamente Cambises marchó contra el usurpador, pero murió antes de llegar a Persia. El falso Esmerdis pudo así gobernar.
Ótanes, hermano de la madre de Cambises y Esmerdis, fue el primero en sospechar del engaño. Ótanes invitó a Aspatines y Gobrias a tratar el asunto. Juntos decidieron compartir el secreto con otros tres conspiradores: Hidarnes, Intafrenes y Megabizo I. Estaban todos haciendo planes cuando llegó el hijo de Histaspes, Darío, y se les añadió. Convenció a los otros de que lo mejor era actuar inmediatamente. Así, el 29 de septiembre del 522 a. C., mataron al falso Esmerdis. Darío fue nombrado rey.
Inmediatamente prácticamente todas las provincias del imperio se rebelaron. El nuevo rey pasó el otoño y el invierno en Babilonia, luchando contra el rebelde Nidintubel y reorganizando el ejército aqueménida.

## Resistencia en Partia
La rebelión más destacable fue la de los medos bajo el liderazgo de Fraortes. En diciembre tomó la capital Ecbatana, obligando a la guarnición persa a rendirse. La rebelión se extendió al norte de Armenia, al oeste de Asiria y al este de Sagartia y Partia. Es casi seguro que la rebelión llegó incluso más al este, donde los habitantes de Margiana se rebelaron igualmente. A pesar de eso, Histaspes se quedó en Partia con su guarnición. El 8 de marzo del 521 a. C. en una ciudad llamada Višpauzâtiš, derrotó a un ejército de partos e hircanios, los cuales se habían aliado con Fraortes. El recuento de bajas arrojó unos números de 6346 partos muertos y 4346 hechos presos. No puede calificarse esta victoria como de decisiva, aunque sí retrasó la expansión de la revuelta, evitó que los partos ayudaran a Fraortes y lo más importante, evitó así mismo que el medo intentara atacar al rey en Persia, ya que Histaspes podría atacar su retaguardia, lo que a la postre sería decisivo. En la primavera Darío entró en Media y derrotó a Fraortes el 8 de mayo en un lugar llamado Kunduruš (quizás la actual Kangavar?). Darío reconquistó Ecbatana y Fraortes huyó a Partia, tratando de encontrar apoyo. Sin embargo, fue capturado en la actual Teherán. Darío lo mutiló y crucificó en Ecbatana.
Lo que sucedió a continuación se sabe por la inscripción de Behistún. Darío envió a su ejército a reunirse con la guarnición de su padre, y juntos derrotaron definitivamente a los rebeldes el 11 de julio del 521 a. C. en un sitio llamado Patigrabanâ ("sitio donde los bienes son recogidos"). Es posible que este sitio sea la actual Mashad, ciudad donde convergen varias rutas comerciales. Esta batalla marcó el inicio del fin de las revueltas en esta parte del imperio aqueménida. El sátrapa de Bactria Dadarsi limpió la última resistencia en Margiana. No sin satisfacción, Darío escribió que el ejército de su padre mató a 6.570 soldados enemigos y capturó a otros 4192.

## Tras la revuelta
Se desconoce qué fue de Histaspes en los siguientes años. Se sabe que Darío visitó Egipto y que posteriormente inició una campaña contra los escitas. Quizás Histaspes permaneció en Persia como regente.
Se menciona a Histaspes y al abuelo de Darío Arsames en una inscripción hecha en el palacio real que Darío hizo construir en Susa después del 520 a. C. Sin embargo, en otra inscripción hecha a la finalización del palacio ya no se le menciona, por lo que Histaspes debía haber fallecido ya por esa fecha.
El historiador Ctesias, del que se desconoce su fiabilidad, cuenta una extraña historia acerca del fin de Histaspes. Junto con su primera mujer, Histaspes fue a visitar la tumba que su hijo Darío había ordenado tallar en las rocas en Naqsh-e Rostam. Cuando estaban allí y eran izados, algo salió mal y se precipitaron al vacío. Existen indicios de que este incidente ocurrió en el 495 a. C., lo que significa que Histaspes alcanzó la venerable edad de 70 años.
Su hermano menor, Farnaces, el tesorero de Darío, parece haber muerto dos años antes.